# 54 (tal)
54 (fireoghalvtreds, på checks også femtifire) er det naturlige tal som kommer efter 53 og efterfølges af 55.

## Inden for videnskab
- 54 Alexandra, asteroide
- M54, kuglehob i Skytten, Messiers katalog
- Grundstoffet xenon har atomnummer 54.
- 54 er international telefonkode for Argentina.

## Eksterne links
- Wikimedia Commons har flere filer relateret til 54 (tal)